# Championnats d'Amérique du Sud d'athlétisme 1929
Navigation
Édition précédente Édition suivante
Les 6e Championnats d'Amérique du Sud d'athlétisme ont eu lieu en 1929 à Lima.

## Résultats

### Hommes
| Épreuves                | Or                                       | Argent                                       | Bronze                                 |
| ----------------------- | ---------------------------------------- | -------------------------------------------- | -------------------------------------- |
| 100 mètres              | Hernán Spinassi (ARG) 10 s 7             | Carlos Bianchi Lutti (ARG) ? s               | Juan Carlos Ure Aldao (ARG) ? s        |
| 200 mètres              | Hernán Spinassi (ARG) 21 s 9             | José Vicente Salinas (CHI) ? s               | Juan Carlos Ure Aldao (ARG) ? s        |
| 400 mètres              | José Vicente Salinas (CHI) 49 s 0        | Santiago Hintze (ARG) 49 s 4                 | Ernesto Riveros (CHI) ? s              |
| 800 mètres              | Leopoldo Ledesma (ARG) 1 min 55 s 2      | Hermenegildo Del Rosso (ARG) ? min           | Ernesto Medel (CHI) ? min              |
| 1 500 mètres            | Leopoldo Ledesma (ARG) 4 min 01 s 0      | Ernesto Medel (CHI) ? min                    | Roger Ceballos (ARG) ? min             |
| 3 000 mètres            | Belisario Alarcón (CHI) 8 min 51 s 0     | ? ? min                                      | ? ? min                                |
| 5 000 mètres            | Belisario Alarcón (CHI) 15 min 44 s 8    | Lindor Pizarro (CHI) ? min                   | Pedro Pérez (CHI) ? min                |
| 10 000 mètres           | José Ribas (ARG) 32 min 10 s 4           | Fernando Cicarelli (ARG) ? min               | Juan Bravo (CHI) ? min                 |
| 110 mètres haies        | Valerio Vallanía (ARG) 15 s 3            | Alfredo Ugarte (CHI) 15 s 4                  | Evaristo Gomes (PER) ? s               |
| 400 mètres haies        | Pedro Gálvez (PER) 55 s 2                | Juan Acosta (ARG) 55 s 4                     | Juan Figueiras (ARG) ? s               |
| Saut en hauteur         | Valerio Vallanía (ARG) 1,80 m            | Luis Garay (CHI) 1,80 m                      | Pablo Riesen (ARG) 1,75 m              |
| Saut à la perche        | Diego Pajmaevich (ARG) 3,80 m            | Adolfo Schlegel (CHI) 3,70 m                 | Alfredo Escobedo (ARG) 3,70 m          |
| Saut en longueur        | Juan Moura (CHI) 6,87 m                  | Pedro Aizcorbe (ARG) 6,74 m                  | Carlos Butti (ARG) 6,63 m              |
| Triple saut             | Luis Brunetto (ARG) 14,77 m              | Ricardo Mendiburo (CHI) 14,45 m              | Pedro Aizcorbe (ARG) 14,27 m           |
| Lancer de poids         | Kurt Pollack (CHI) 13,23 m               | Héctor Benapres (CHI) 12,77 m                | Guillermo Otto (CHI) 12,64 m           |
| Lancer du disque        | Héctor Benapres (CHI) 41,64 m            | Pedro Elsa (ARG) 41,44 m                     | Arístides Domínguez (ARG) 40,63 m      |
| Lancer du marteau       | Federico Kleger (ARG) 49,57 m            | Alfredo Wismer (ARG) 46,55 m                 | Ricardo Bayer (CHI) 46,42 m            |
| Lancer du javelot       | Tomás Medián (CHI) 53,31 m               | Antonio Medvesigh (ARG) 51,76 m              | F. Vega (CHI) 49,52 m                  |
| Décathlon               | Héctor Berra (ARG) 6 511,34 points       | Santiago León Amatrián (ARG) 6 264,33 points | Fernando Primard (CHI) 6 075,00 points |
| Relais 4 × 100 mètres   | Argentine 42 s 2                         | Pérou 43 s 2                                 | Chili ? s                              |
| relais 4 × 400 mètres   | Chili 3 min 22 s 4                       | Argentine ? min                              | Pérou ? min                            |
| 3 000 mètres par équipe | Argentine                                | Chili ?                                      | seules 2 équipes ont concouru          |
| Cross-country           | Belisario Alarcón (CHI) 33/36 min 16 s 8 | Arturo Velert (ARG) ? min                    | Fernando Cicarelli (ARG) ? min         |

### Femmes
Les épreuves féminines ne débuteront pas avant 1939.

## Tableau des médailles
| Rang | Nation    | Or | Argent | Bronze | Total |
| ---- | --------- | -- | ------ | ------ | ----- |
| 1    | Argentine | 13 | 12     | 10     | 35    |
| 2    | Chili     | 9  | 9      | 9      | 27    |
| 3    | Pérou     | 1  | 1      | 2      | 4     |

L'Argentine marque donc 78 points, le Chili 50 points et le Perou 4 points.